# 梅勒梅克鎮區 (密蘇里州富蘭克林縣)
梅勒梅克鎮區（英語：Meramec Township）是位於美國密蘇里州富蘭克林縣的一個行政鎮區。

## 地方資料
梅勒梅克鎮區的面積為245.55平方千米，當中陸地面積為245.49平方千米，而水域面積為0.06平方千米。根據2020年美國人口普查的數據，當地共有人口8992人，而人口密度為每平方千米36.62人。